# San Salvador (departament)
San Salvador  jeden z 14 departamentów Salwadoru. Najludniejszy i najgęściej zaludniony departament kraju.
Jego stolicą jest miasto San Salvador (316,1 tys., 2007), stolica kraju. Inne większe miasta to: Soyapango (241,4 tys., 2007), Mejicanos (140,8 tys., 2007), Apopa (131,3 tys., 2007), Delgado (112,2 tys., 2007), Ilopango (103,8 tys., 2007), Tonacatepeque (78,2 tys., 2007), Cuscatancingo (66,4 tys., 2007), San Martín (66,0 tys., 2007), San Marcos (63,2 tys., 2007), Ayutuxtepeque (34,7 tys., 2007), Aguilares (19,1 tys., 2007), Santo Tomás (18,8 tys., 2007), Nejapa (16,5 tys., 2007), Panchimalco (16,2 tys., 2007), Guazapa (14,2 tys., 2007), Santiago Texacuangos (12,4 tys., 2007).